# I'm Still in Love with You
I'm Still In Love With You en español 'Todavía estoy enamorado de ti', es el decimoctavo álbum de estudio del músico estadounidense Roy Orbison, publicado por la compañía discográfica Mercury Records en 1976. Fue el primer trabajo discográfico de Orbison con Mercury después de abandonar MGM Records tres años antes, tras el lanzamiento de Milestones. Al igual que sus anteriores trabajos de la década, I'm Still in Love with You no entró en ninguna lista de éxitos, y solo el sencillo «Still» alcanzó el puesto 56 en la lista de éxitos de Australia. 

## Lista de canciones
Cara A
1. "Pledging My Love" (Don Robey, Ferdinand "Fats" Washington) - 2:25
2. "Spanish Nights" (Roy Orbison, Joe Melson) - 2:33
3. "Rainbow Love" (Don Gibson) - 2:27
4. "It's Lonely" (Orbison, Melson) - 2:50
5. "Heartache" (Orbison, Bill Dees) - 3.15

Cara B
1. "Crying Time" (Buck Owens) - 2:51
2. "Still" (Dorian Burton, Howard Plummer) - 2:40
3. "Hung Up On You" (Orbison, Melson) - 3:27
4. "Circle" (Larry Gatlin) - 2:42
5. "Sweet Mama Blue" (Orbison, Melson) - 4:14
6. "All I Need Is Time" (George W. Reneau) - 3:30